# Tucumán Lawn Tennis Club
Tucumán Lawn Tennis Club es un club deportivo argentino de la ciudad de San Miguel de Tucumán. En él se practican el rugby, hockey sobre césped, tenis, gimnasia artística, entre otras disciplinas. Esta afiliado a la Unión de Rugby de Tucumán.
Nació como club de tenis y con esa filosofía fue creciendo. Entre sus principales figuras podemos mencionar a Tiny Hill Terán de Médici, Abilio Médici, Nicasio y Arturo Cainzo, Julio Figueras, Estrella Valenzuela, Julio Terán, José Prat, Luis Lanza y Juan Carlos Forté, de la “vieja guardia”, y desde la década de 1970, con el repunte del tenis a raíz de los éxitos de marplatense Guillermo Vilas, surgieron a los hermanos Saad (Roberto jugó la Copa Davis), los hermanos Di Benedetto, los hermanos Rossi, Armando Zarlenga y Andrés Constantinidi, , y la gran Mercedes Paz, que ganó 2 medallas de Oro en Los Juegos Panamericanos de Mar del Plata en 1995 y defendió el tenis argentino en Panamericanos, Olimpíadas y la Copa Federación.
Familias enteras disfrutaron en forma competitiva o de esparcimiento de este deporte que, con el tiempo fue creciendo tanto, que en épocas, las numerosas canchas del Lawn Tennis eran pocas para las solicitudes de turnos o en maratónicos certámenes organizados por la institución.
Además del tradicional Abierto del Norte, podemos mencionar otros importantes torneos organizados por la institución, como el del 25 de Mayo llamado “Provincia de Tucumán”, y el del 24 de septiembre denominado “Batalla de Tucumán”, ambos de primera división y se juegan todos los años con la presencia de los mejores tenistas del país en los courts del club.
Además, en este último tiempo se realizaron en el mes de julio torneos nacionales de veteranos con puntaje para el ranking argentino.
En Menores también se realiza una gran cantidad de torneos selectivos y zonales que pasaron a denominarse Grado 1, Grado 2 y Grado 3, con carácter de torneos nacionales que también aportan puntos para el ranking nacional de menores, cadetes y juveniles, tanto en varones como en mujeres.
Organizó torneos que sobresalieron a nivel nacional, como el Torneo del Norte, que congregó a través de las 75 ediciones de su historia a los mejores jugadores del país; o a nivel internacional, como las 3 ediciones del Torneo ITF Futures, organizados en la rama femenina para tenistas en ascenso, con puntage para el ranking mundial, y la Fed Cup en 1995, el clásico torneo por equipos de tenis femenino (equivalente a la Copa Davis en varones) en donde el equipo nacional estuvo integrado por Gabriela Sabatini, Inés Gorrochategui, Florencia Labat y Patricia Tarabini, que se midieron en duelo en la cancha N.º 1 con Australia, contando con la asistencia de 7.000 espectadores y transmitido a 134 países.
También, todos los años, se realiza el torneo nocturno de cierre de temporada, en donde participan todas las categorías de la institución puesto que se disputa con “ventaja abierta”.
El Lawn Tennis también fue sede del Campeonato Nacional de Veteranas en 1999.
Además, cada año se disputan Copas en homenaje a los socios fallecidos. Estos certámenes ya son un clásico del tenis tucumano, como las tradicionales Copas “Tiny”, “Vito Magli” y “Tito Merino”.
En los últimos años, nuevas figuras surgieron de las canchas del Club. Podemos mencionar a Fabián Fernández, Ernesto Ardiles, Alex Rossi, Daniel Rodríguez Drago, Viviana Di Benedeto, Anabella Rossi, Gerónimo Helguera, Armando Zarlenga, Germán Schilman, Patricia Zerdán, “Feco” Forté, patricio Arquez... entre muchísimos otros para dar paso a esta nueva camada de jóvenes valores que usted puede ver ahora en nuestras canchas y los courts de todo el país.

## Historia
Fue fundado el  14 de abril de 1915 en la ciudad de San Miguel de Tucumán, por deportistas tucumanos e inmigrantes ingleses, con el objetivo de practicar tenis y cricket. En 1930, luego de 15 años de ubicar su predio atrás del local que actualmente ocupa el Casino de la provincia, paso a ocupar el actual solar, ubicado en el Parque 9 de Julio. En 1986, el club anexó a sus instalaciones el predio "El Salvador", ubicado en una zona detrás del Cementerio del Norte, donde se hicieron más canchas de rugby, de rugby infantil, de hockey, para grandes y chicos, de tenis, además de un quincho y vestuarios.

### Temporada 2024
La temporada empezó con el Anual Tucumano, en conmemoración del 80 aniversario de la URT. En la primera fase Lawn Tennis ganó 9 de 9 partidos y avanzó como primero a la siguiente fase, en semifinales se derrotó a Huirapuca por 42 a 20, pero en la final sería derrotado por Natación y Gimnasia, en un resultado muy ajustado 25 a 23. Inmediatamente inició el Regional del NOA, donde el club inició con 2 victorias y 1 derrota, pero la noticia más impactante era el regreso de Nicolás Sánchez, el "cachorro", el máximo anotador de puntos de la historia de Los Pumas a la institución. Con el re debut, de Nico Lawn Tennis ganó todos los partidos de la primera fase, terminando con 8 partidos ganados y 1 partido perdido y avanzó a la fase final como primero. En semifinales venció a Tarcos 34 a 18 y en la final a Tucumán Rugby por 13 a 10 y de esta manera cortó una racha de 10 años sin lograr este título. Una semana después de la final, arrancó el Torneo del Interior, con la ilusión de levantar por primera vez dicho trofeo. En la primera fase Lawn Tennis tuvo un rendimiento perfecto, imponiéndose en los 7 partidos que disputó y se clasificó a la fase final. En semifinales se midió ante Córdoba Athletic, consiguiendo una victoria por 24 a 15 y en la final derrotó a Jockey de Córdoba, en Córdoba, por 30 a 24 y se coronó campeón del Torneo del Interior A por primera vez en su historia. Sin tiempo para festejar, Lawn Tennis tenía que enfrentarse a Alumni para definir al campeón del Nacional de Clubes una semana después del título conseguido en Córdoba. El partido se jugó en La Caldera del Parque y los tucumanos se impusieron 22 a 17, consagrándose campeón del Nacional de Clubes por primera vez en su historia y por primera vez en la historia de la Provincia.
Los Benjamines del Parque 9 de Julio terminaron la temporada con 30 victorias y 2 derrotas, que les valieron el Triplete del Tucumán Lawn Tennis Club.

## Presidentes
| Presidente                 | Período     |
| Francisco Eduardo Tiburtt  | 1915-1919   |
| John Mac Garrel            | 1920        |
| Guillermo Beale            | 1921-1923   |
| Percy Hill                 | 1924-1927   |
| Máximo Cossio Etchecopar   | 1928-1930   |
| Armando Gutiérrez          | 1931        |
| Raúl Frías Silva           | 1931        |
| Arturo Cainzo              | 1932        |
| Severo Robles Mendilaharzu | 1933 - 1935 |
| Miguel Arcurri             | 1936 - 1937 |
| Benjamín Cossio            | 1938-1939   |
| Carlos Hawkes              | 1940        |
| Roberto Martín Berho       | 1941-1942   |
| León Rougés                | 1943        |
| Julio Leites               | 1944-1945   |
| Rufino Cossio              | 1946        |
| Napoleón Torres Bugeau     | 1947-1951   |
| Carlos Aguilar             | 1952-1954   |
| Dante Giovanello           | 1954 - 1956 |
| Enrique Emerson            | 1957        |
| Hugo Valladares Frías      | 1958 - 1967 |
| Luis Rodolfo Argüello      | 1968 - 1980 |
| Rodolfo Dagum              | 1981 - 1983 |
| Oscar Antonio Luquín       | 1984 - 1989 |
| Jorge Agustín Muñoz        | 1990 - 1992 |
| Carlos José Falivene       | 1993 - 1995 |
| José Narciso Busnelli      | 1996 - 2003 |
| Rafael Tissera             | 2004 - 2009 |
| Andrés Chavanne            | 2010 - 2012 |
| Luis Palacio               | 2013        |

## Palmarés
| Torneos oficiales                | Torneos oficiales                            |
| Competición                      | Títulos                                      |
| -------------------------------- | -------------------------------------------- |
| Anual Tucumano (7)               | (1973, 1977, 1979, 1980, 1981, 1982 y 2025). |
| Torneo Regional del Noroeste (6) | (2008, 2009, 2011, 2012, 2014 y 2024).       |
| Torneo del Interior A            | 2024.                                        |
| Torneo Nacional de Clubes        | 2024.                                        |